# Cytidia stereoides
Cytidia stereoides är en svampart som beskrevs av W.B. Cooke 1951. Cytidia stereoides ingår i släktet Cytidia och familjen Corticiaceae.   Inga underarter finns listade i Catalogue of Life.